# Albatros des Antipodes
Diomedea antipodensis
Espèce
Statut de conservation UICN

 EN A4bde : En danger
L'Albatros des Antipodes (Diomedea antipodensis) est une espèce d'oiseaux de mer de la famille des Diomedeidae. Il se reproduit uniquement dans les îles subantarctiques de Nouvelle-Zélande. Sa sous-espèce, D. a. gibsoni, est parfois appelée Albatros de Gibson.
L'Albatros des Antipodes est un oiseau de grande taille, qui peut atteindre 3 mètres d'envergure et pèse en moyenne 5 à 8 kg. Il compte deux sous-espèces au plumage et à la répartition différents : la sous-espèce antipodensis, plus sombre, a les ailes noires, le corps plus ou moins brun chocolat, et souvent une couronne brune sur la tête. Nicheuse dans les îles des Antipodes et en très petit nombre sur l'île Campbell et dans les îles Chatham, elle vole à travers le Pacifique hors de sa période de reproduction, jusqu'au large du Chili et de l'Antarctique. La sous-espèce gibsoni, plus claire, a les ailes sombres et le corps blanc. Elle niche exclusivement dans les îles Auckland et recherche sa nourriture dans une zone plus réduite, surtout dans la mer de Tasman, au large de l'Australie et dans le Pacifique.
Son cycle de reproduction est très long : il se reproduit pour la première fois entre 7 et 23 ans, après avoir passé plusieurs années à former un couple. Il niche dans des îles inhabitées, en terrain plat et ouvert, et construit son nid sur une plateforme au milieu des herbes hautes. Un seul œuf est pondu tous les deux ans, sauf en cas d'échec de la couvée. Le poussin éclot en mars ou en avril, puis il lui faut neuf mois avant de prendre son envol. Au total, le cycle de reproduction complet dure un an, à l'issue duquel les adultes et les jeunes partent en mer. Son espérance de vie dépasse 40 ans.
L'Albatros des Antipodes est un carnivore et un charognard, qui se nourrit de céphalopodes, surtout de calmars, et de poissons. Il cherche sa nourriture à la surface de l'eau et suit les bateaux pour profiter des déchets de pêche, ce qui le rend particulièrement vulnérable aux captures accidentelles par des palangriers. Le nombre de captures annuelles est difficile à évaluer et probablement sous-estimé, mais elles concernent plus les femelles, ce qui crée un déséquilibre entre mâles et femelles.
Cette forte mortalité des femelles entraîne une baisse du nombre de poussins, or l'Albatros des Antipodes ayant un cycle de reproduction très long, il est particulièrement sensible à des changements de population. L'espèce subit un déclin démographique important depuis 2004 et la population pourrait encore décliner de plus de 50% dans les décennies à venir. Le changement climatique et les conditions météorologiques sont d'autres enjeux qui impactent l'espèce, aujourd'hui classée en danger par l'Union internationale pour la conservation de la nature.
La classification de l'Albatros des Antipodes et de l'Albatros de Gibson varie selon les auteurs : ils sont parfois considérés comme des sous-espèces de l'Albatros hurleur, parfois comme deux espèces à part entière, ou bien, dans la classification la plus largement reconnue, l'Albatros de Gibson est considéré comme une sous-espèce de l'Albatros des Antipodes.

## Description

### Dimensions et plumage
L'Albatros des Antipodes est un oiseau de grande taille, qui mesure 110 cm de long pour une envergure de 3 m,. Son aile mesure entre 62,5 et 67,3 cm, sa queue une vingtaine de centimètres, ses tarses entre 10 et 11 cm et son culmen (la ligne supérieure du bec) 13,8 à 15,3 cm. Les pattes et le bec sont roses et peuvent changer de teinte selon la saison. Il pèse en moyenne 5,5 à 8 kg, les femelles étant un peu plus légères que les mâles.  Au moment de prendre leur envol, les jeunes peuvent peser jusqu'à 10 kg.
L'Albatros des Antipodes comprend deux sous-espèces, qui ont les mêmes dimensions mais dont le plumage est différent. La sous-espèce antipodensis est plus sombre. Les mâles adultes ont le corps blanc et le dessus des ailes noir, avec souvent une couronne brune et des marques brunes sur la poitrine. Les femelles et les jeunes peuvent avoir le corps entièrement brun sombre, excepté la face, le bas-ventre et le dessous des ailes. La sous-espèce gibsoni est bien plus pâle, avec le corps blanc et le dessus des ailes noires à l'âge adulte. Les femelles gibsoni ne sont pas sombres comme dans la sous-espèce antipodensis, et les mâles n'ont pas de couronne brune. Les jeunes peuvent être entièrement sombres excepté la face et le dessous des ailes.
Selon John Penhallurick, les deux sous-espèces peuvent conserver un plumage sombre néoténique, c'est-à-dire des traits juvéniles qui persistent à l'âge adulte.
La mue des adultes n'a lieu que lorsqu'un cycle de reproduction se termine, quand leur petit prend son envol. Le plumage est très usé à la fin de ce cycle et laisse apparaître les plumes blanches du duvet. Les femelles antipodensis, qui ont habituellement un plumage brun chocolat, sont alors beaucoup plus pâles, avec la tête et le cou mouchetés de blanc et de brun clair.

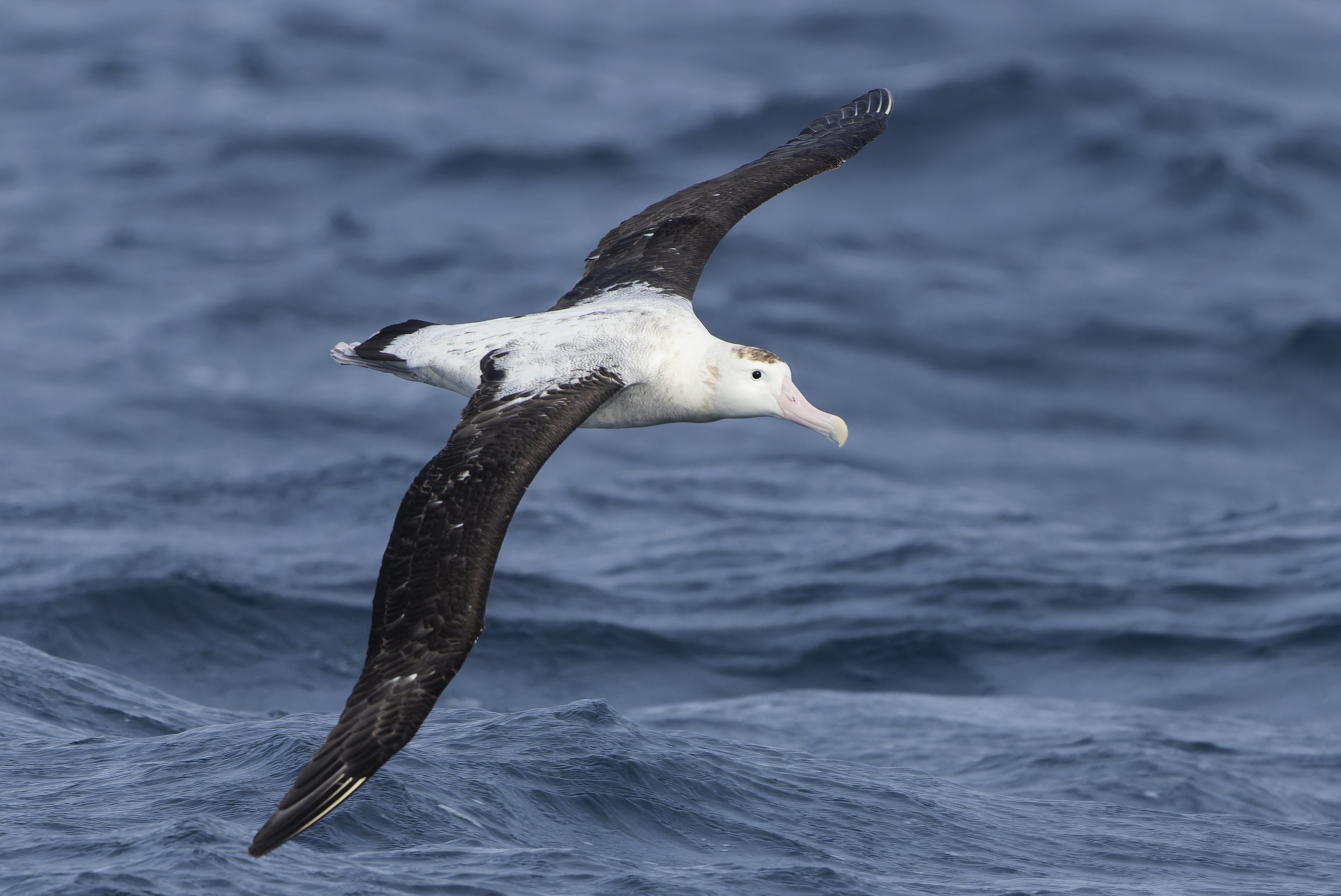
Les mâles de la sous-espèce antipodensis ont le corps blanc, le dessus des ailes noires, des marques brunes sur la poitrine et souvent une couronne brune. Adulte photographié au large de Dunedin, Nouvelle-Zélande, 2023.
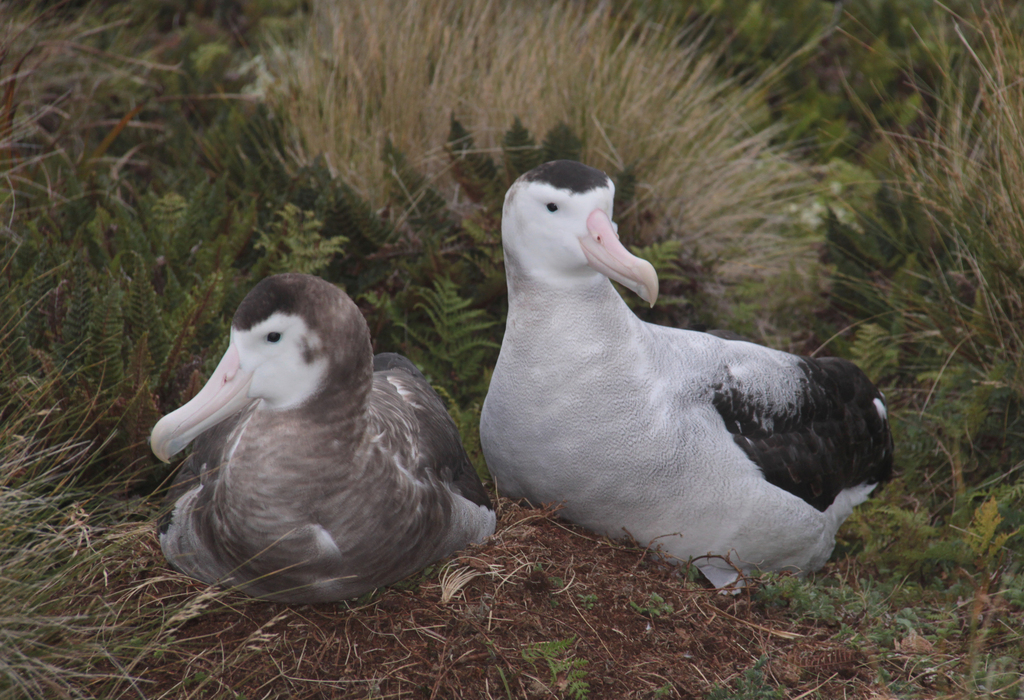
Le plumage est variable selon les individus et le sexe. Couple de D. a. antipodensis photographié sur l'île des Antipodes, 2009.
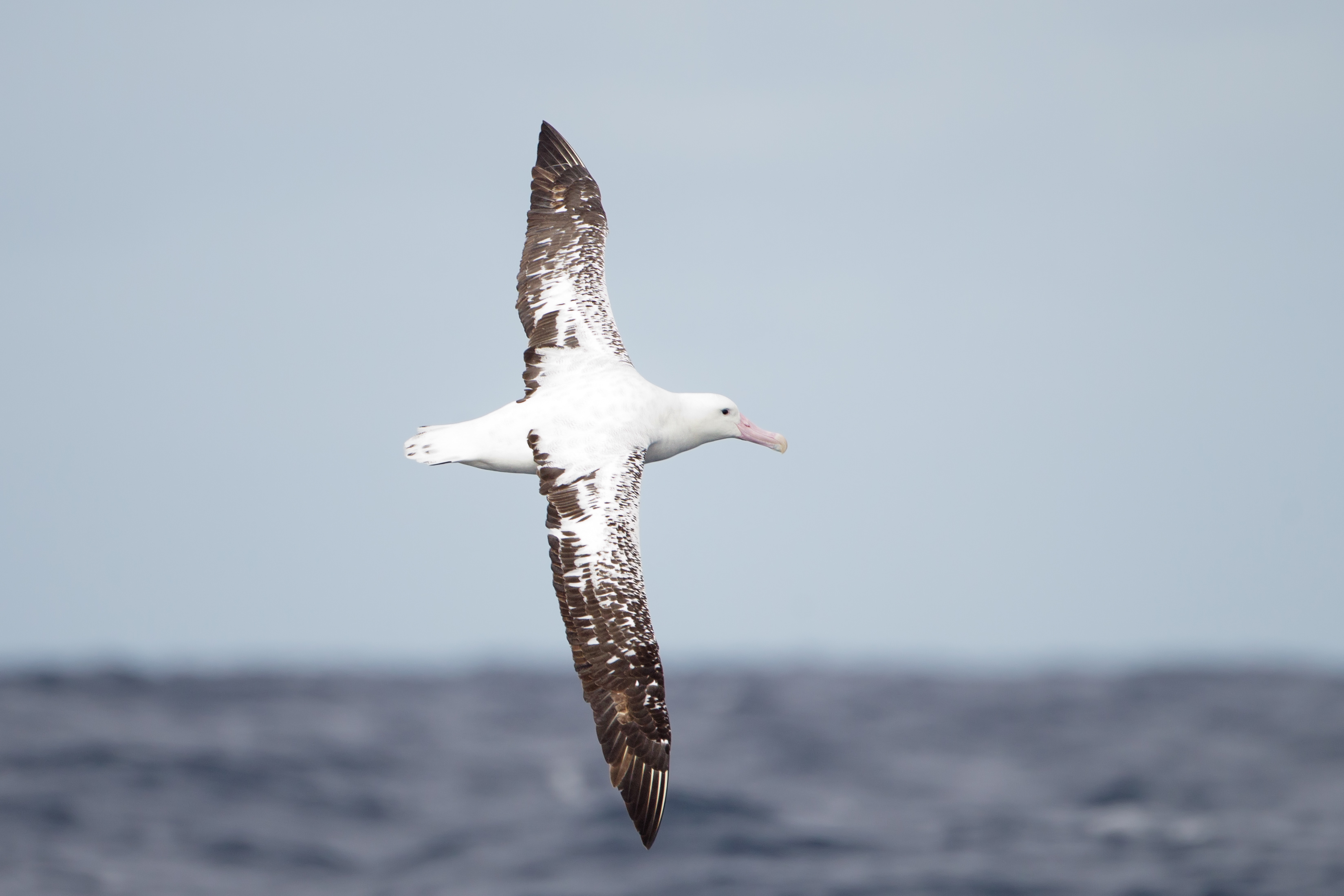
La sous-espèce gibsoni est plus pâle. Adulte photographié à l'est de la péninsule de Tasman, Australie, 2012.
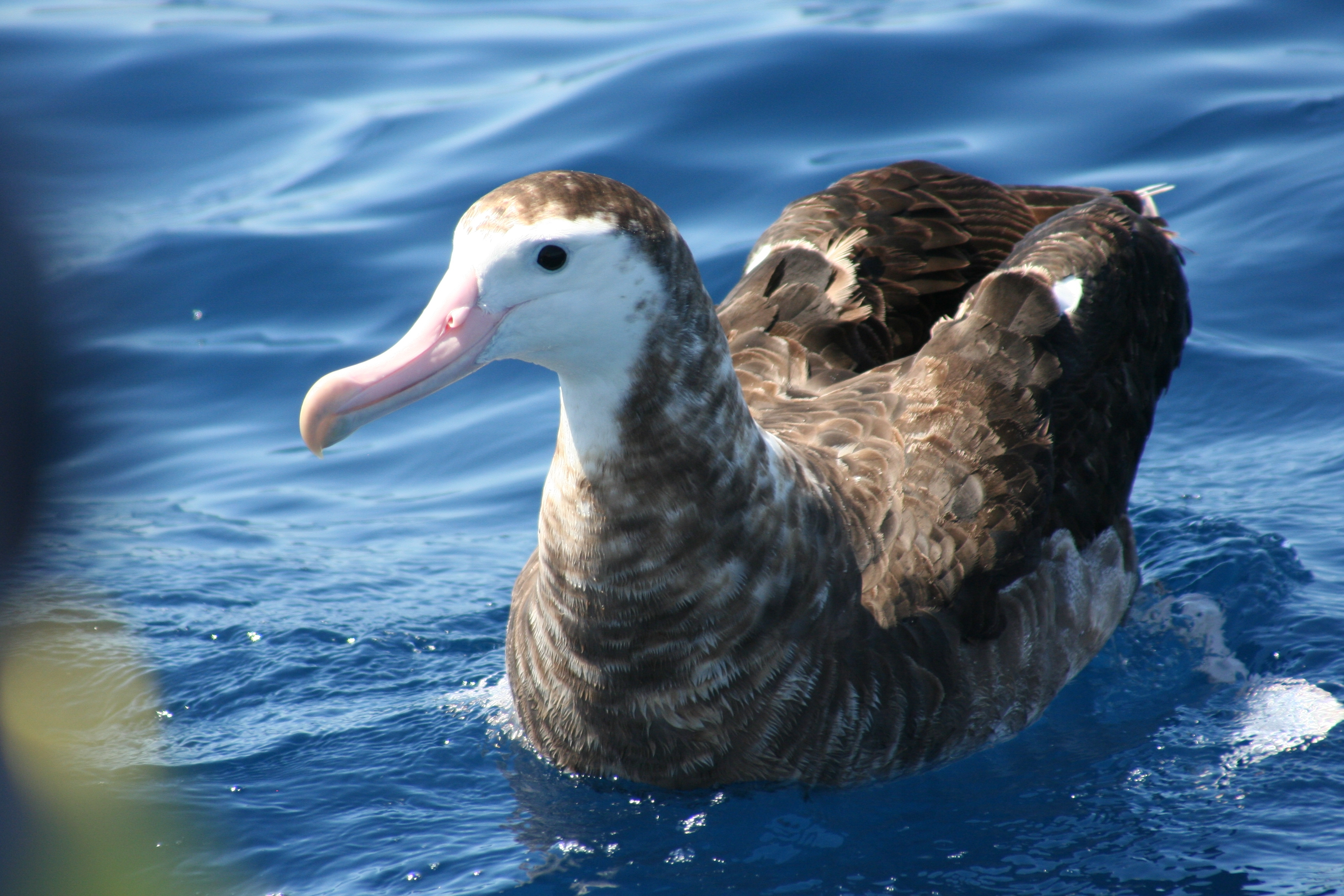
Les jeunes, ainsi que les femelles de la sous-espèce antipodensis, sont presque entièrement brun, à l'exception de la face et du dessous des ailes. Jeune D. a. gibsoni près de Sydney, Australie, 2006.

### Voix
Les parades nuptiales comprennent des chants caractéristiques et complexes.

### Espèces ressemblantes
L'Albatros des Antipodes se distingue de l'Albatros hurleur (Diomedea exulans) car celui-ci est toujours plus pâle à l'âge adulte. L'Albatros des Antipodes, même dans sa sous-espèce gibsoni, n'atteint que très exceptionnellement un plumage aussi blanc.
Il a le bec uniformément rose, contrairement à l'Albatros de Sanford (D. sanfordi), l'Albatros royal (D. epomophora) et l'Albatros d'Amsterdam (D. amsterdamensis) qui ont une ligne noire caractéristique entre les mandibules,. En vol, l'Albatros royal et l'Albatros de Sanford ont une silhouette plus bossue, et l'Albatros de Sanford a le dessus des ailes uniformément noir. L'Albatros de Tristan da Cunha (D. dabbenena) peut ressembler aux mâles de la sous-espèce antipodensis, mais il a les ailes plus courtes.

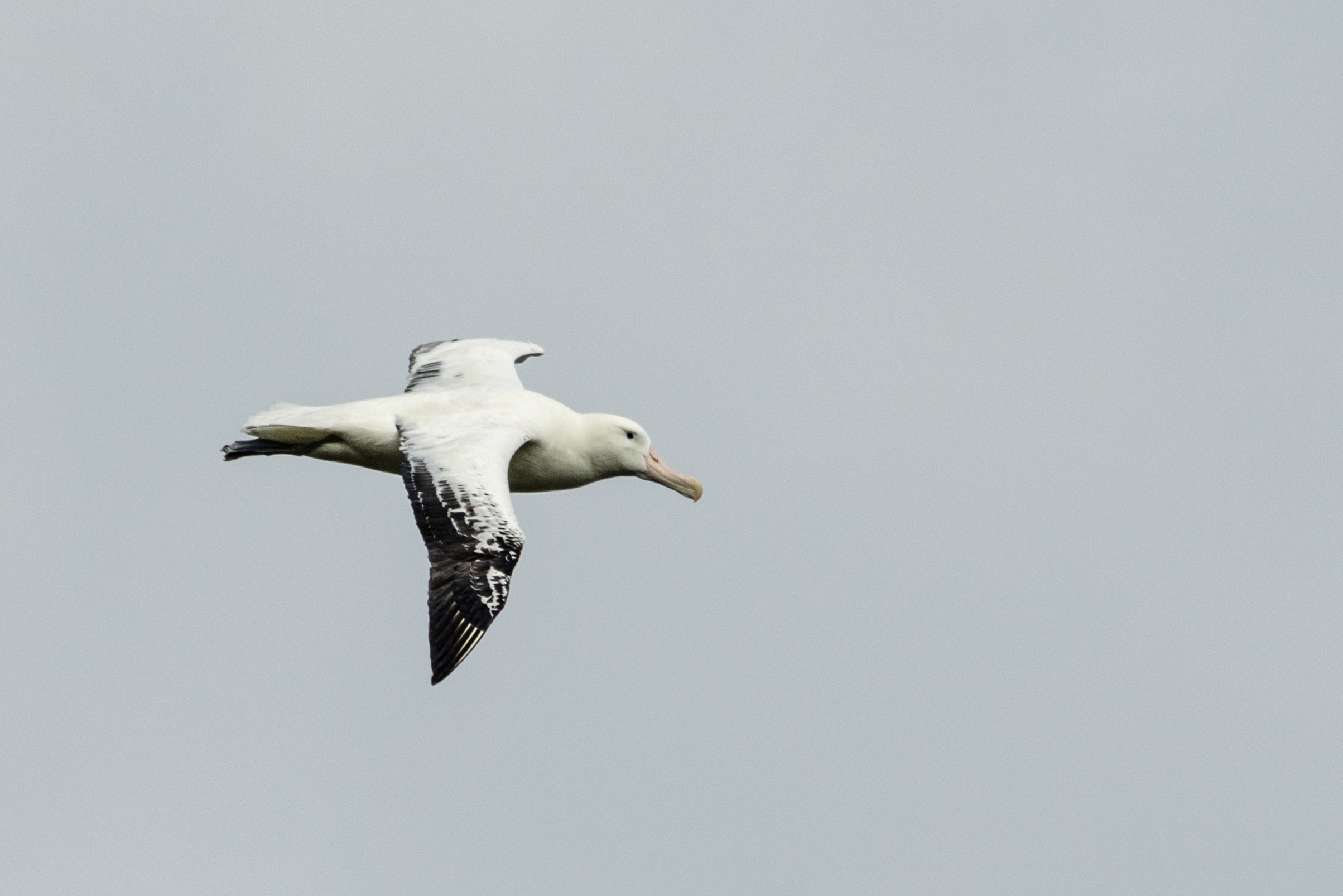
L'Albatros hurleur, avec son corps blanc à l'âge adulte, est plus pâle que l'Albatros des Antipodes, qui atteint très rarement un plumage aussi blanc. Il n'a pas de couronne ni de taches brunes sur le corps.
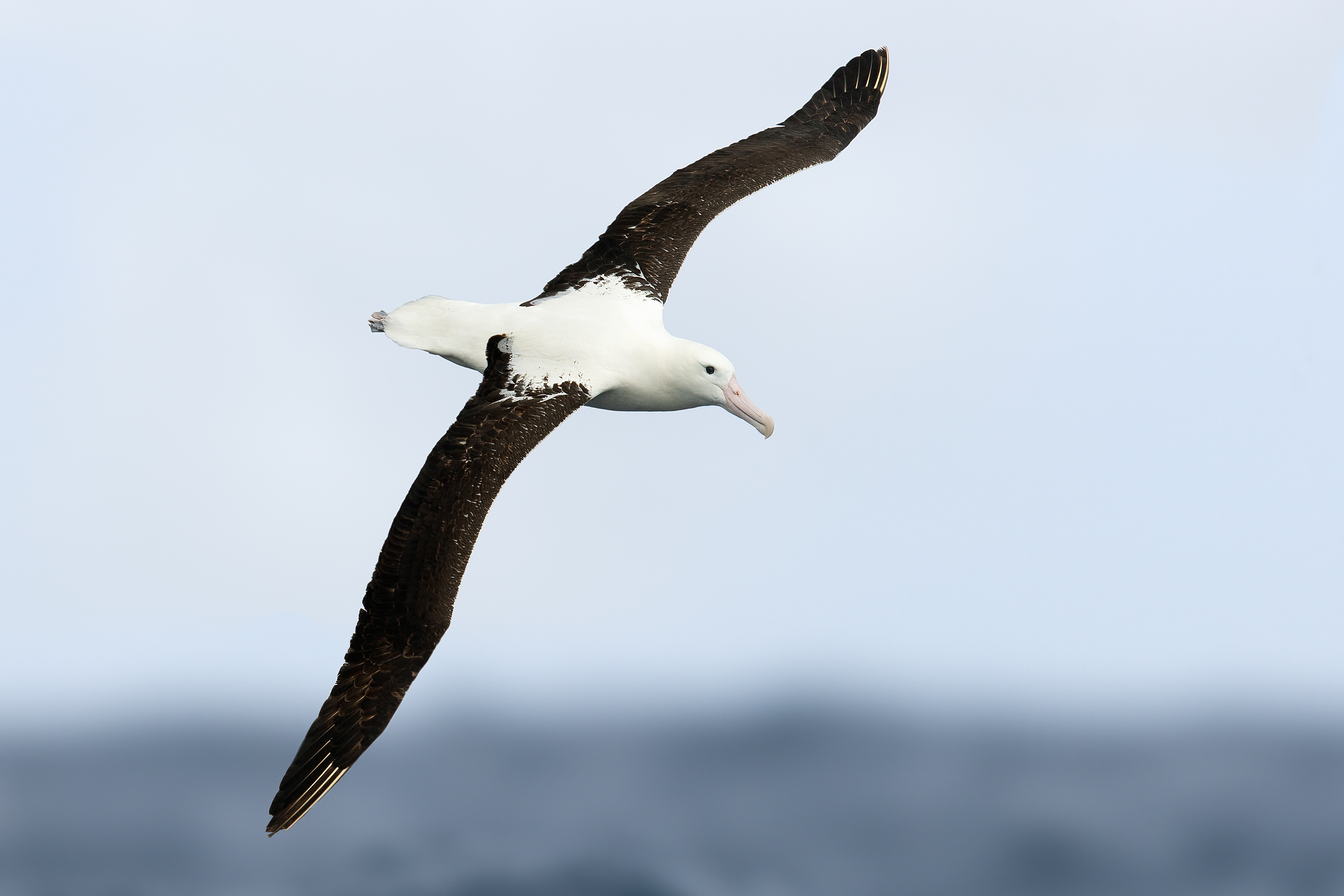
L'Albatros de Sanford a les ailes uniformément noires sur le dessus et une ligne caractéristique entre les mandibules.
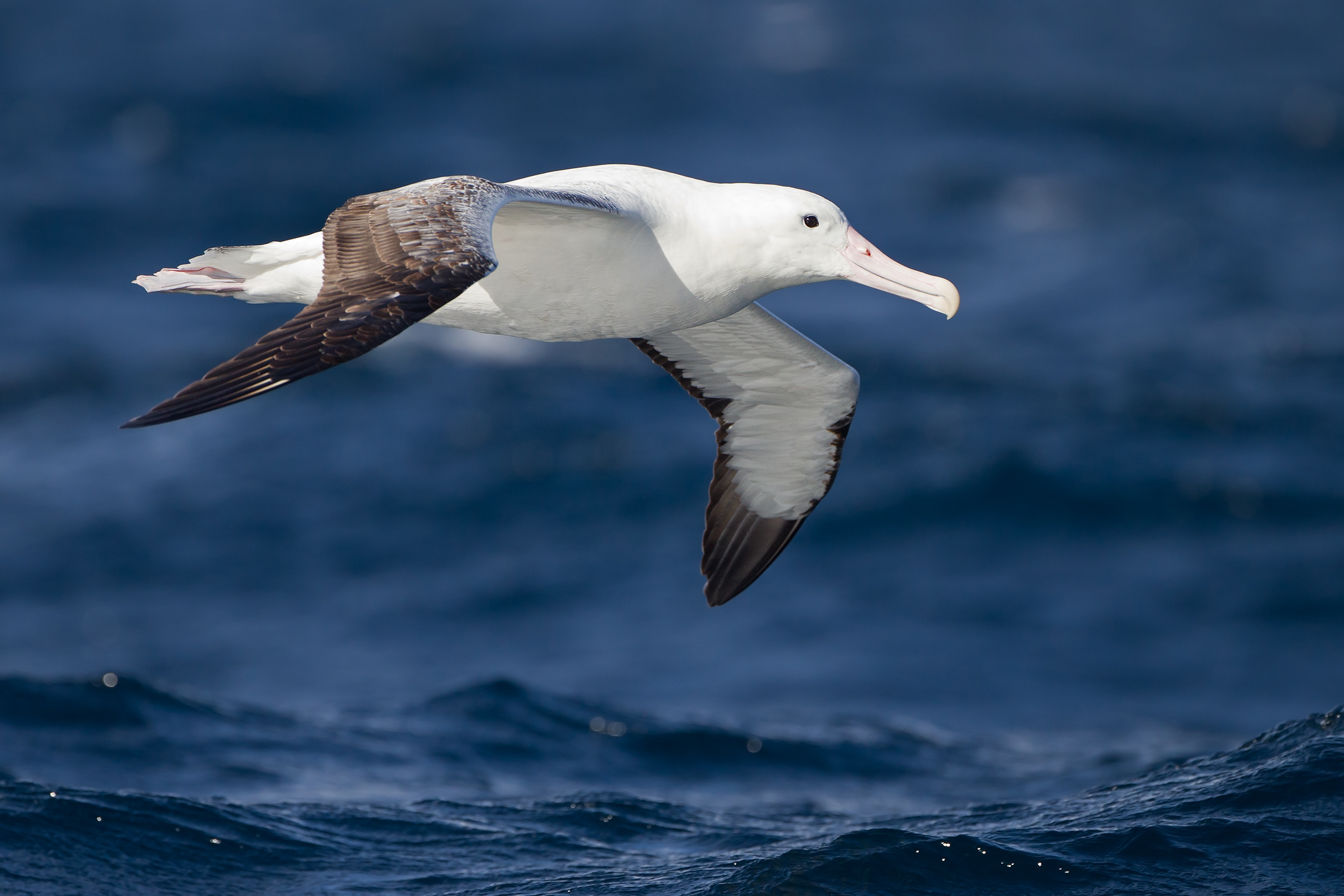
L'Albatros royal, comme l'Albatros de Sanford, a une ligne noire entre les mandibules et souvent une silhouette plus bossue en vol.
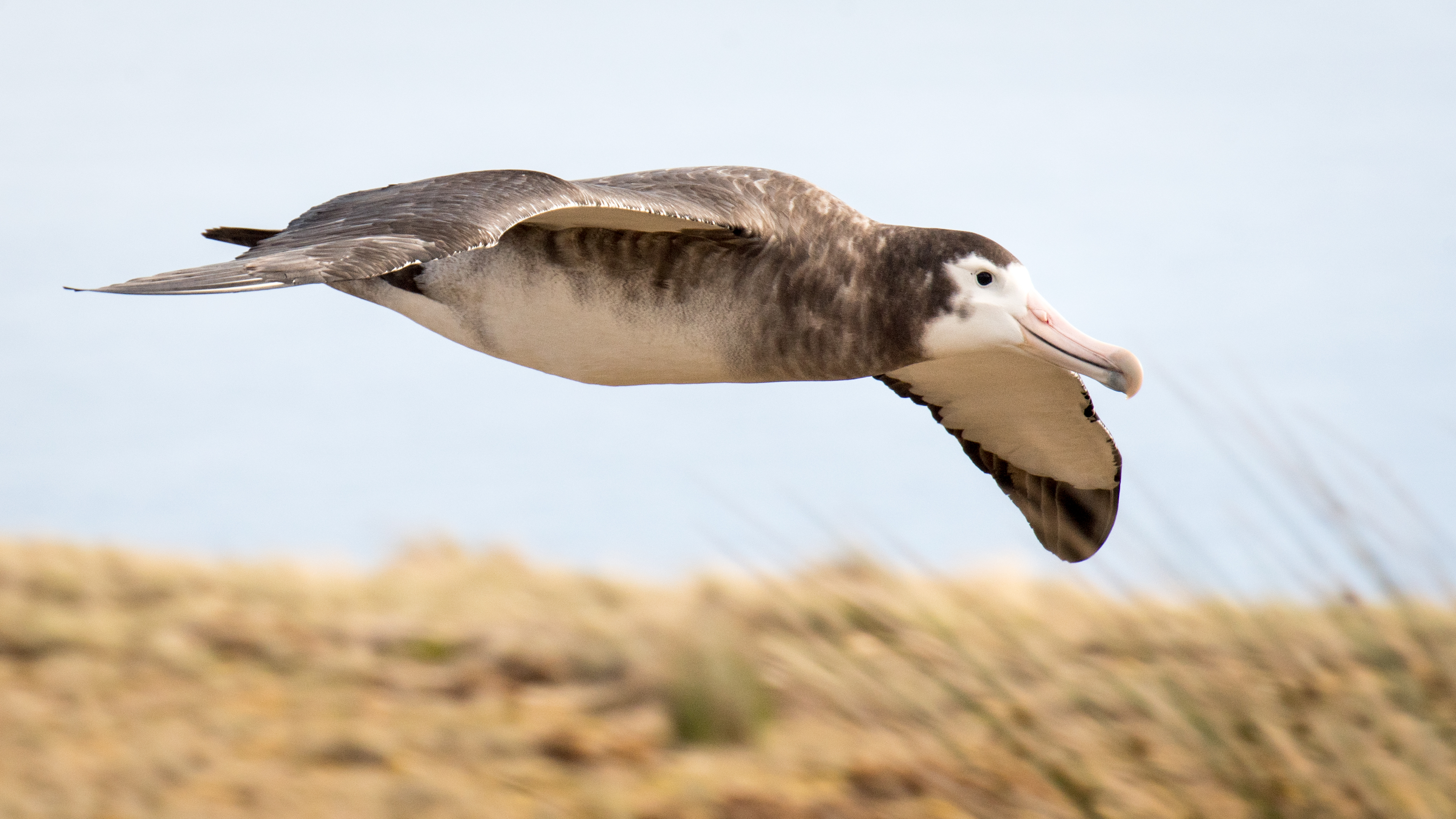
L'Albatros d'Amsterdam a une ligne noire très épaisse entre les mandibules.
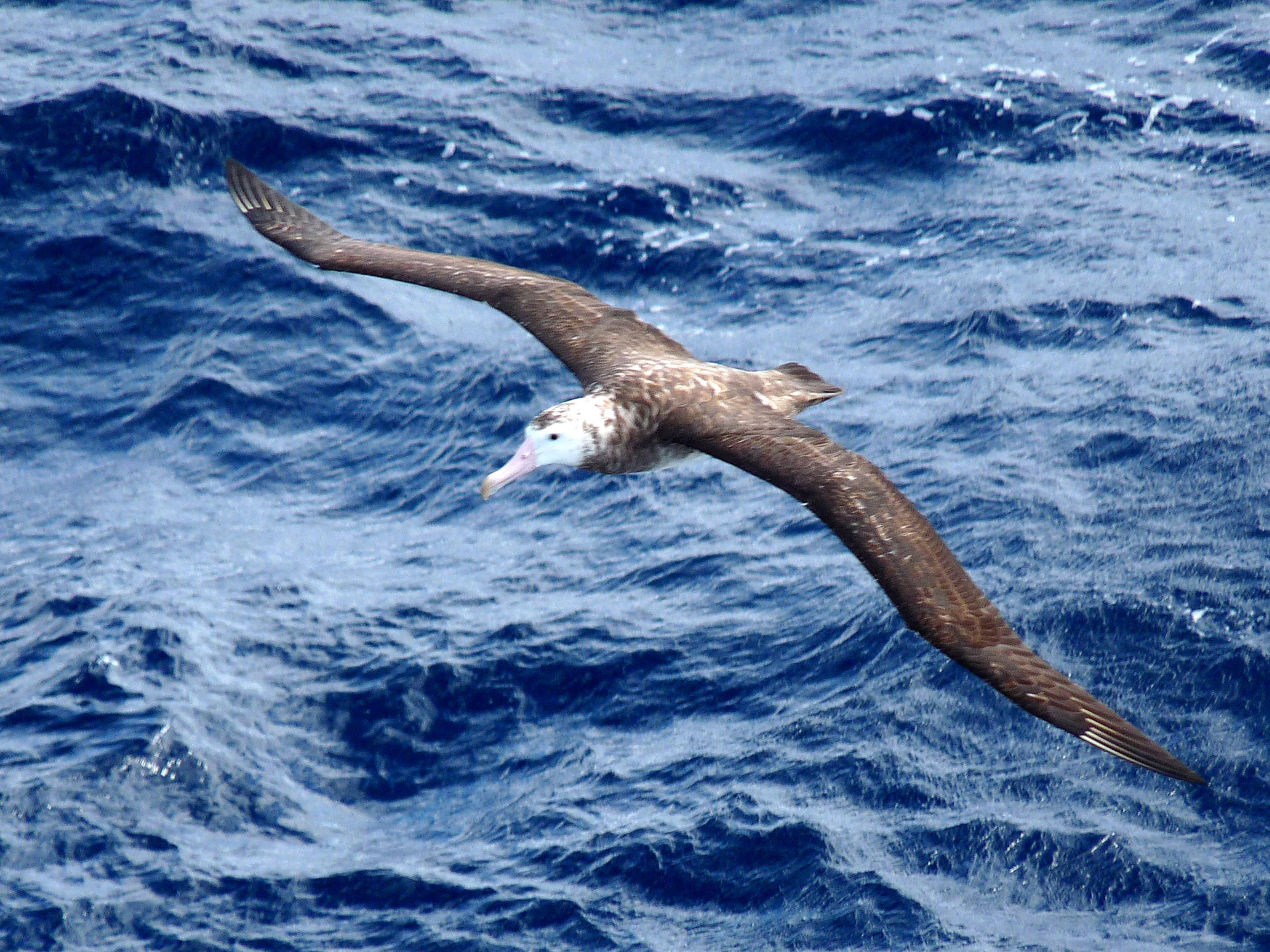
L'Albatros de Tristan da Cunha a les ailes plus courtes que l'Albatros des Antipodes.

## Distribution et habitat

### Distribution
L'Albatros des Antipodes est considéré comme endémique de Nouvelle-Zélande, car il ne se reproduit que dans les îles subantarctiques de Nouvelle-Zélande,,,.
La sous-espèce antipodensis se reproduit à 99% dans l'archipel des Antipodes. Les quelques couples restant nichent sur l'île Campbell (une dizaine de couples par an) et, depuis le début des années 2000, dans les îles Chatham (3 couples sur l'île Pitt de 2004 à 2008 et 1 couple régulier sur l'île Chatham de 2003 à 2005),. Sa zone de recherche de nourriture s'étend de la mer de Tasman, à l'est de la Nouvelle-Zélande, jusque dans le Pacifique sud, en passant par le plateau de Chatham,,. La sous-espèce gibsoni se reproduit dans les îles Auckland, à 95% sur l'île Adams. Les couples restants se répartissent entre l'île Disappointment et l'île Auckland. Ils recherchent principalement leur nourriture dans la mer de Tasman, ainsi qu'au centre du Pacifique,.
Les oiseaux non reproducteurs de la sous-espèce antipodensis quittent presque tous la Nouvelle-Zélande à la fin de l'été pour rejoindre les côtes du Chili, où ils restent jusqu'au début de l'hiver avant de se déplacer aux alentours de l'archipel Juan Fernández. Entre la moitié de l'hiver et le début du printemps, ils retournent chercher de la nourriture au nord-est de la Nouvelle-Zélande, puis repartent souvent pour le sud du Chili à la fin du printemps. Mâles et femelles passent la plupart de leur temps entre le 25e et 30e parallèle sud, mais ils peuvent aller jusqu'au 72e parallèle sud, au large de l'Antarctique,. Les individus de la sous-espèce gibsoni, en revanche, survolent une aire plus réduite, principalement au-dessus de la mer de Tasman, et ne s'approchent pas de l'Antarctique.
En mer, l'Albatros des Antipodes survole les plateaux continentaux et les eaux profondes. Il ne s'approche des côtes que dans sa zone de reproduction, ou lorsqu'elles sont longées par des eaux de grandes profondeurs, par exemple à Kaikoura. On le trouve souvent au-dessus de zones constamment poissoneuses, comme à l'est de la Tasmanie, au sud-ouest de la Nouvelle-Zélande, au-dessus du plateau de Chatham et de la chaîne sous-marine Louisville. Il peut parcourir de grandes distances à une vitesse élevée en planant grâce aux courants d'air et aux vagues, afin de ne pas battre des ailes pour économiser son énergie.

### Habitat

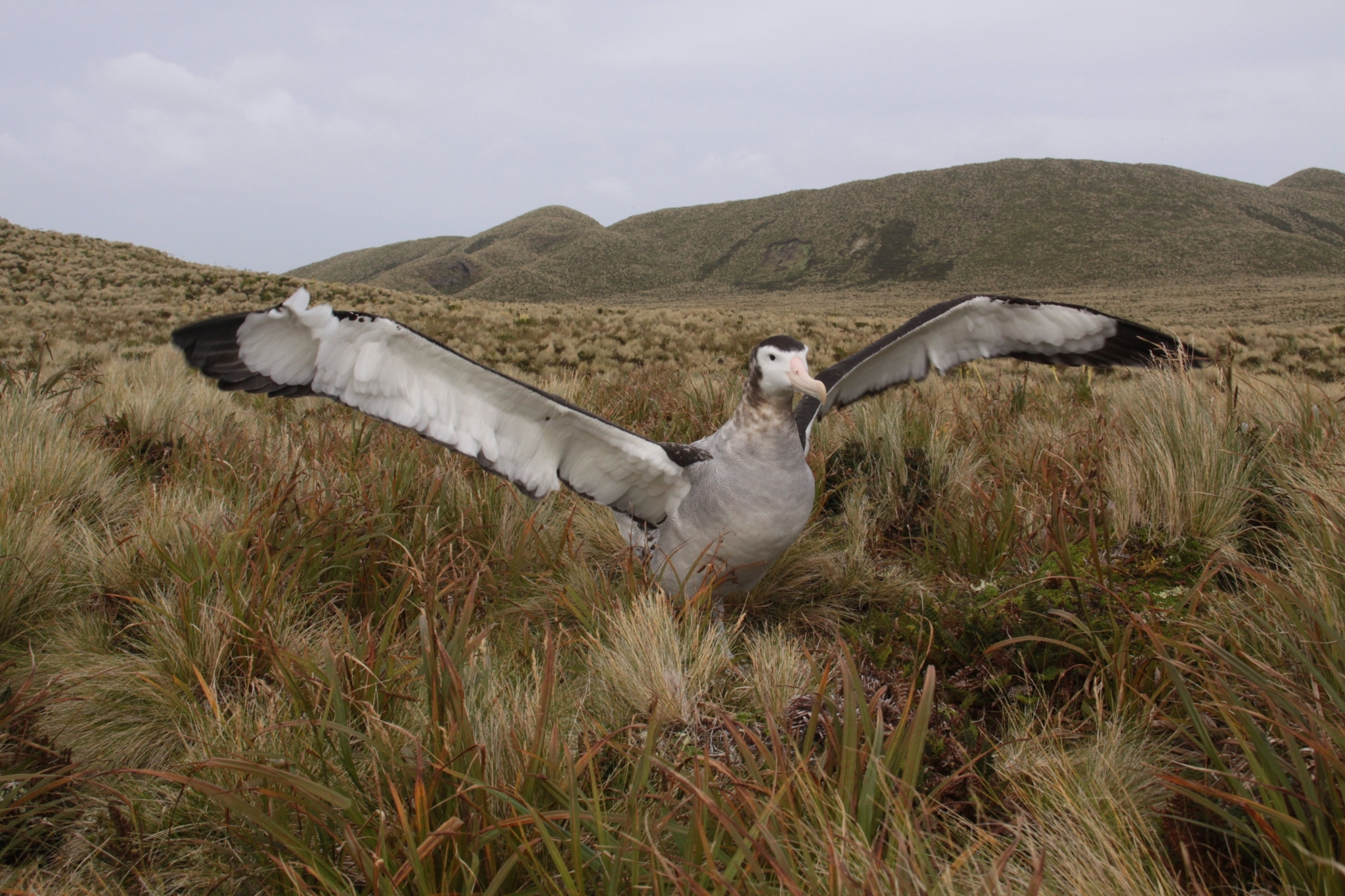
Sur l'île des Antipodes, l'habitat de l'Albatros est surtout constitué de touffes de Poa litorosa.

L'Albatros des Antipodes vit sur des îles inhabitées et rarement visitées par l'être humain. Sur l'île des Antipodes, l'habitat de l'espèce est constitué de pentes abruptes et de falaises qui s'élèvent à 100 ou 200 m d'altitude, avec des sommets à 358 et 366 m. Ces pentes sont couvertes d'une végétation dense surtout constituée de Poa litorosa mêlée à des Poa foliosa (en), avec deux espèces d'arbustes du genre Coprosma et des fougères (Austroblechnum durum (en) et Asplenium obtusatum (en)). Plus en altitude et dans les terrains plats, la végétation est plus basse et surtout constituée de touffes de Poa litorosa assez espacées. L'Albatros des Antipodes ne niche que dans ces grands espaces plats, ouverts et venteux, dans une colonie unique qui s'étend sur 1 546 ha en 2024,,.
D'autres espèces d'oiseaux vivent sur l'île, comme le Pétrel de Lesson (Pterodroma lessonii) et le Puffin gris (Procellaria cinerea). L'île des Antipodes n'a été occupée que de manière épisodique par des pêcheurs, des chasseurs de phoques et des chercheurs, et les tentatives pour y introduire du bétail au XIXe siècle ont échoué, ce qui en fait une île très peu modifiée par l'humain. Les quelques couples nicheurs qui s'installent dans les îles Chatham depuis les années 2000 nichent dans un habitat similaire à l'île des Antipodes, plat et herbeux.

## Écologie et comportement

### Alimentation
L'Albatros des Antipodes est un carnivore et un charognard qui se nourrit principalement d'invertébrés trouvés à la surface de l'eau, surtout des déchets de pêche qu'il trouve derrière les bateaux et sur les hameçons,,. L'étude des pelotes de réjection des poussins permet de connaître plus précisément son régime alimentaire. Les céphalopodes adultes représentent plus de 50% de son régime : la proie la plus souvent consommée est une espèce de calmar, Histioteuthis atlantica, ainsi que d'autres espèces de la famille des Histioteuthidae, des Onychoteuthidae, des Cranchiidae et des Octopoteuthidae. Au total, l'Albatros des Antipodes consomme une quarantaine d'espèces différentes. Les poissons constituent l'autre part de son régime.
Les deux sous-espèces ont des aires de recherche de nourriture différentes, mais qui se recoupent légèrement : antipodensis se nourrit dans l'océan Pacifique, de l'est de la Nouvelle-Zélande au Chili et jusqu'aux eaux de l'Antarctique, tandis que gibsoni se nourrit à l'ouest de la Nouvelle-Zélande, dans la mer de Tasman et dans la Grande Baie australienne,.

### Reproduction

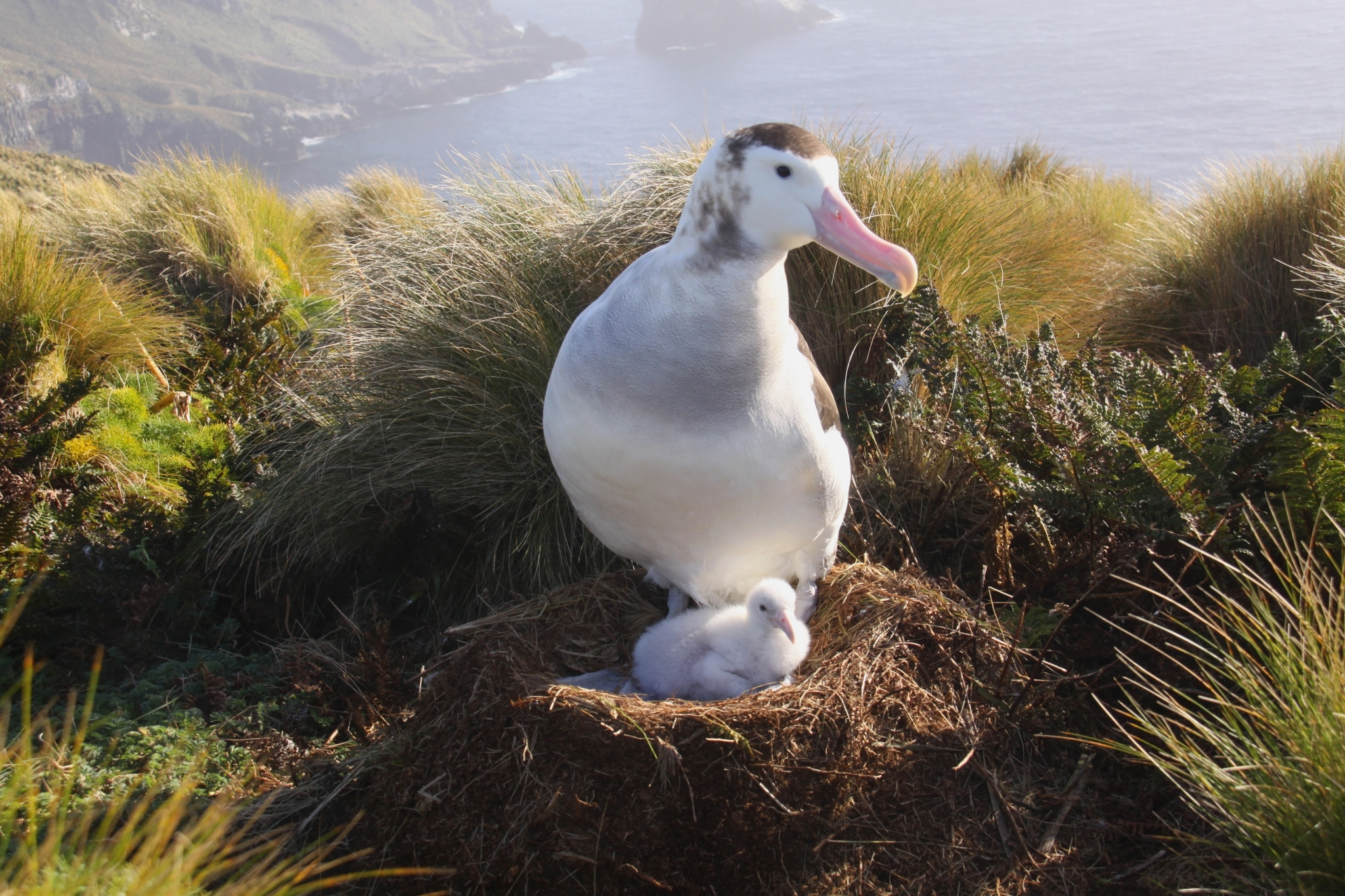
Un mâle de la sous-espèce antipodensis avec son petit.

L'Albatros des Antipodes se reproduit tous les deux ans, car il lui faut une année complète pour élever son petit, de l'éclosion à l'envol,. En cas d'échec de la couvée, le couple peut revenir suffisamment tôt pour réessayer de se reproduire dès l'année suivante. La formation des couples dure plusieurs années, avec des parades nuptiales complexes qui comprennent des chants et des danses caractéristiques. La majorité des couples restent formés jusqu'à ce que l'un des partenaires meure.
La sous-espèce gibsoni, qui niche dans les îles Auckland, pond principalement entre le 26 décembre et le 25 janvier. La reproduction de la sous-espèce antipodensis commence environ 3 semaines plus tard, avec la majorité des œufs pondus entre le 7 janvier et le 14 février. La période de reproduction d'antipodensis arrive assez tard par rapport à d'autres espèces de Diomedea, plus tard que celle de l'Albatros hurleur (D. exulans), mais plus tôt que celle de l'Albatros d'Amsterdam (D. amsterdamensis).
Le couple pond un seul œuf, qui mesure 13 cm sur 8 cm et pèse en moyenne 463 g, dans un nid en forme de plateforme posée au sol. L'incubation, effectuée par les deux parents, dure en moyenne 79 jours et les petits éclosent en mars ou en avril,. Ils pèsent en moyenne 358 g à la naissance. Neuf mois plus tard, entre mi-décembre et début mars, les jeunes pèsent près de 10 kg et ils prennent leur envol. Ils reviennent à la colonie lorsqu'ils atteignent au moins trois ans, puis atteignent leur maturité sexuelle à 7 ans minimum pour antipodensis et à 8 ans minimum pour gibsoni. Selon une étude de la population d'antipodensis de 2022, l'âge moyen de première reproduction cette année là est de 14,75 ans, avec des extrêmes à 8 ans et 23 ans. L'Albatros des Antipodes a une durée de vie élevée, qui peut dépasser 40 ou 45 ans,. Une génération dure environ 25 ans.
Sur l'île des Antipodes, le succès reproducteur s'élevait en moyenne à 74% avant 2005, avant de chuter à 60% entre 2006 et 2016. Il a ensuite atteint 80,4% en 2017, mais cette augmentation ne compense pas le déclin ininterrompu du nombre global de petits depuis 2006.

### Réutilisation du nid
En cas de réussite de la reproduction, les couples ne réutilisent pas ou très peu leur nid, alors qu'en cas d'échec, 18% des couples de gibsoni et 6% des antipodensis le réutilisent. Généralement, un nouveau nid est construit à une vingtaine de mètres du nid précédent. L'abondance de la végétation sur les îles des Antipodes et Adams pourrait offrir aux Albatros des Antipodes suffisamment de matériaux pour construire ou reconstruire de nombreux nids, contrairement à d'autres espèces comme l'Albatros hurleur, qui réutilise beaucoup plus fréquemment son ancien nid d'un cycle sur l'autre. Dans les quelques mois qui précèdent leur envol, les poussins d'Albatros des Antipodes construisent presque tous leur propre nid à proximité du nid natal, contrairement aux petits d'Albatros hurleur chez qui ce comportement est occasionnel.

### Déséquilibre entre mâles et femelles et comportements homosexuels
À cause de la plus grande mortalité des femelles, le ratio est déséquilibré avec 1,3 fois plus de mâles que de femelles en 2022 chez antipodensis. Les conséquences de ce déséquilibre ne sont pas bien connues. Le trop grand nombre de mâles pourrait causer plus de comportements agressifs et des perturbations dans la formation des couples, ce qui impacterait la productivité de l'espèce.
En 2022, le documentaire Frozen Planet II (en) produit par la BBC présente un couple de deux mâles, un phénomène qui serait dû au déséquilibre entre mâles et femelles. Néanmoins, d'après une revue de la littérature scientifique publiée en 2025, il n'y a pas d'étude de cas de comportements homosexuels chez l'Albatros des Antipodes. Cette absence d'étude à ce jour ne signifie pas que de tels comportements n'existent pas, et le phénomène est documenté chez d'autres espèces d'oiseaux, comme l'Albatros de Laysan.

## Effectifs, menaces et conservation

### Suivi des effectifs
BirdLife International estime le nombre d'individus matures à 50 000 en 2016, avec environ 9 050 couples nicheurs chaque année. Néanmoins, la population pourrait être encore moins élevée, étant donné son déclin important et la chute du nombre de nids sur les îles Adams et Antipodes depuis 2004-2005,.
La population principale s'est montrée stable ou en augmentation pendant une dizaine d'années jusqu'en 2004-2005, qui marque le début d'un déclin inquiétant pour l'espèce. On estime que la population s'est réduite de 50% à 79%  entre 1917 et 2010, et qu'elle continue de décliner aujourd'hui,. Le nombre d'oiseaux a chuté de 40% sur l'île Auckland et de 60% sur l'île des Antipodes entre 2004 et 2016. Une étude de 2016 conclue à un déclin annuel, sur les 10 années précédentes, de 2,1% tous sexes confondus dans les îles Auckland. Pour les îles des Antipodes, le déclin s'élève à 8,6% pour les femelles et 4,9% pour les mâles de 2009 à 2016. Le taux de survie des femelles est en effet plus bas et variable que celui des mâles depuis 2004, ce qui crée un déséquilibre avec 1,5 fois plus de mâles que de femelles selon des chiffres de 2021-2022. D'après un rapport de 2024, résultat d'une étude complète de la population de l'île des Antipodes, le ratio se serait légèrement amélioré avec 1,3 fois plus de mâles que de femelles pour la période 2019-2022.
Selon l'état des lieux effectué par BirdLife International en 2016, les données suggèrent que le déclin de l'espèce pourrait atteindre 97,6% à 99% sur les 3 prochaines générations (82 ans). Ce déclin peut s'expliquer du fait des menaces qui pèsent sur l'espèce et de la forte mortalité des femelles, couplée à une baisse du nombre de poussins.
Cependant, étant donné que sa population était stable ou en augmentation jusqu'en 2004, il pourrait aussi s'agir d'un cycle passager et non d'un déclin sur le long terme. D'après un rapport de 2024, le déclin est plus faible, le nombre de couples reproducteurs est stable et le taux de survie des femelles augmente depuis 2014. Néanmoins, malgré ces constatations, les auteurs du rapport soulignent qu'il n'y a pas d'amélioration prolongée de la population. BirdLife International estime que l'espèce pourrait décliner de plus de 50% dans les générations à venir. Comme l'Albatros des Antipodes est une espèce aux cycles de reproduction très longs, elle est sensible même aux petites variations dans le taux de survie des adultes.

### Menaces

#### Capture accidentelle par des engins de pêche
L'Albatros des Antipodes est particulièrement vulnérable aux captures accidentelles par des palangriers,,,. La pêche à la palangre est reconnue depuis 1987 comme une menace majeure pour l'espèce dans les zones de pêche au thon en Nouvelle-Zélande, et en 2006, 58 oiseaux y ont été capturés au cours d'une seule sortie de pêche. Un taux de mortalité important est aussi observé dans les zones de pêche à l'espadon au large du Chili. Les zones de recherche de nourriture et les zones de pêche se recoupent particulièrement de fin mai à début septembre dans les eaux au nord-est de la Nouvelle-Zélande, au nord de la mer de Tasman et au milieu du Pacifique. L'Albatros des Antipodes, en cherchant des déchets de pêche et des carcasses, peut se retrouver accroché aux hameçons et mourir noyé. Certains sont aussi victimes de collisions avec des bateaux.
Les captures dans les zones de pêche néo-zélandaises sont estimées à 38 individus par an, mais dans les eaux internationales, les chiffres sont impossibles à estimer. Les captures réelles pourraient être bien plus élevées que les celles rapportées officiellement, du fait de petits bateaux de pêche ou de bateaux non surveillés qui ne rapportent par forcément leurs captures,. Ces captures sont en augmentation et impactent plus fortement les femelles, ce qui crée un déséquilibre entre mâles et femelles,.

#### Changement climatique et conditions météorologiques
Le changement climatique impacte aussi l'espèce en modifiant ses ressources alimentaires, et pourrait augmenter le risque de captures accidentelles en modifiant le comportement des oiseaux en mer. À cause de l'augmentation de la température à la surface de l'eau, l'Albatros des Antipodes cherche sa nourriture plus au nord, dans des zones de pêche où il est plus vulnérable aux captures accidentelles. L'augmentation de la température de l'eau pourrait aussi contribuer à l'échec précoce des couvées.
Alors que la population d'Albatros des Antipodes a augmenté dans les années 1990 et entre 2001 et 2004, des périodes dominées par El Niño, les conditions météorologiques de La Niña de 2006 à 2011 coïncident avec un déclin de la population. La Niña, qui cause une augmentation de la température de l'eau autour de la Nouvelle-Zélande, pourrait rendre la recherche de nourriture plus difficile et moins efficace, tout en rendant les oiseaux plus vulnérables aux vents cycloniques. 

#### Espèces invasives
Les espèces introduites invasives peuvent constituer des menaces pour les œufs et les poussins, notamment le porc (Sus domesticus) et les chats errants (Felis catus). Les souris (Mus musculus) ne sont pas considérées comme une menace pour l'espèce sur les îles des Antipodes, mais elles peuvent s'en prendre aux œufs et ont de toute manière été éradiquées de ces îles en 2016,. Les bovins et les moutons ont été éradiqués de l'île Campbell. Les quelques couples qui nichent dans les îles Chatham doivent faire face aux chats, aux chiens et aux porcs errants, au Râle weka (Gallirallus australis) et au Phalanger-renard (Trichosurus vulpecula), qui sont tous des prédateurs des nids. Des clôtures électriques sont parfois posées pour empêcher ces prédateurs d'approcher, tout en permettant aux Albatros de se poser et de décoller.

### Statut et mesures de protection

#### Statut et listes de protection
L'Albatros des Antipodes était considéré comme une espèce vulnérable jusqu'en 2016, sous le critère D2 de la liste rouge de l'UICN, ce qui signifie que sa zone d'occupation est très réduite,. Depuis 2017, il est considéré comme une espèce en danger et remplit le critère A4bde de la liste rouge. Ce critère signifie qu'une réduction supérieure ou égale à 50% des effectifs est constatée, estimée, déduite ou supposée sur trois générations, incluant le passé et l'avenir. 
Dans le système néo-zélandais de classification des menaces, il a le statut Threatened - Nationally Critical (« En danger - Critique à l'échelle nationale »),. Ce statut s'applique aux espèces qui comptent très peu d'individus et/ou dont un déclin très important existe ou est prédit dans les 10 ans ou les trois générations à venir.
Il est inscrit à l'annexe I de l'Accord sur la conservation des albatros et des pétrels et aux annexes I et II de la convention de Bonn. Des opérations de comptage et de baguage sont menées depuis 1969, complétées aujourd'hui par des suivis aériens. Toutes les îles où nichent l'Albatros des Antipodes sont des réserves naturelles et les îles subantarctiques de Nouvelle-Zélande sont inscrites au patrimoine mondial de l'UNESCO depuis 1998. L'espèce est présente dans 12 zones importantes pour la conservation des oiseaux.

#### Projets et préconisations
Le Ministère de la Conservation néo-zélandais effectue des suivis pluriannuels de la population et de l'aire de distribution de l'espèce. Il mène des évaluations pour comparer les meilleures méthodes de protection contre les captures accidentelles par les palangriers et effectue des recherches sur l'influence du changement climatique. Depuis 1994, des suivis annuels sont effectués sur l'île des Antipodes chaque été, avec baguage des oiseaux, cartographie des nids et évaluation du taux de réussite de la reproduction précédente sur une zone donnée,. La méthode de capture-marquage-recapture permet d'estimer le taux de survie de l'espèce, des géolocateurs permettent de suivre la localisation de certains oiseaux et, depuis 2021, des drones sont utilisés pour compter et cartographier les nids,,.
BirdLife International préconise d'effectuer des recensements de la population sur 3 ou 4 années consécutives à des intervalles de 10 ans afin d'évaluer la productivité de l'espèce et la survie des individus bagués. Afin de limiter les captures par des palangriers, BirdLife International préconise de poursuivre la recherche de techniques d'effarouchement et de minimisation des captures, ainsi que mettre en place une obligation d'utiliser des systèmes d'effarouchement en-dessous du 25e parallèle sud.

## Taxonomie

### Classification et sous-espèces
L'Albatros des Antipodes est considéré parfois comme une espèce à part entière, parfois comme une sous-espèce de l'Albatros hurleur (Diomedea exulans),. Le premier spécimen nommé Diomedea exulans, décrit par Carl von Linné en 1758, a soulevé de nombreuses questions chez les naturalistes et l'espèce dont il faisait réellement partie n'a pas été identifiée,. Cette confusion a mené à de nombreux changements dans la classification de ce que les ornithologues nomment le Wandering albatross complex (en français « complexe des Albatros hurleurs »),,.
Dans les années 1980 et 1990, plusieurs nouvelles espèces ou sous-espèces sont décrites. En 1992, les ornithologues Christopher J. R. Robertson et John Warham décrivent les sous-espèces Diomedea exulans antipodensis et Diomedea exulans gibsoni,, puis en 1998 Robertson et G. B. Nunn les élèvent au rang d'espèces sous les noms Diomedea antipodensis et Diomedea gibsoni,. Enfin une étude phylogénétique de 2004, en se basant sur le génome mitochondrial, conclue que l'Albatros des Antipodes (D. antipodensis) est une espèce, dont l'Albatros de Gibson (D. a. gibsoni) est une sous-espèce,. 
Aujourd'hui, la majorité des listes de référence suivent les conclusions de cette étude. BirdLife International, la classification de référence du Congrès ornithologique international (version 15.1) et la Société ornithologique de Nouvelle-Zélande reconnaissent la classification suivante :
- Diomedea antipodensis antipodensis (Robertson & Warham 1992), qui niche dans les îles des Antipodes et sur l'île Campbell, ainsi que quelques individus dans les îles Chatham ;
- Diomedea antipodensis gibsoni (Robertson & Warham 1992), qui niche dans les îles Auckland.

### Noms et étymologie
La sous-espèce gibsoni est parfois appelé Albatros de Gibson en français.
Son nom binominal est composé de Diomedea, qui fait référence au personnage de la mythologie grecque Diomède dont les compagnons auraient été transformés en oiseaux de mer blancs à sa mort, et d'antipodensis, qui signifie « des Antipodes »,. La nom de la sous-espèce gibsoni rend hommage à l'ornithologue australien John Douglas Gibson (en) qui s'est spécialisé dans les Albatros.
En maori, l'Albatros des Antipodes est appelé Toroa, comme toutes les espèces des genres Diomedea et Thalassarche. En anglais, ils sont communément appelés Antipodean Albatross et Gibson's Albatross. Ils sont parfois appelés Antipodean and Gibson's wandering albatross, soit « Albatros hurleurs des Antipodes et de Gibson », à cause de leur ancienne classification comme des sous-espèces de l'Albatros hurleur. La sous-espèce gibsoni est aussi appelée Auckland Islands wandering albatross (Albatros hurleur des îles Auckland).

## Dans la culture

### Philatélie
L'Albatros des Antipodes est représenté sur un seul timbre émis en Nouvelle-Zélande en 2014.